# Lista över olympiska dammedaljörer i simning
Det här är en lista över medaljörer på damsidan i simning vid olympiska spelen från 1912 till 2021.
Simningen har funnits med på det olympiska programmet vid samtliga sommarspel, damer tilläts dock inte tävla förrän vid spelen 1912 i Stockholm. Då tävlade damer enbart på 100 meter frisim (individuellt och lagkapp), antalet grenar har med tiden utökats till 17 (2021).

## Nuvarande grenar

### 50 meter frisim
| Spel                            | Guld                              | Silver                          | Brons                           |
| Seoul 1988 Detaljer...          | Kristin Otto Östtyskland          | Yang Wenyi Kina                 | Katrin Meissner Östtyskland     |
| Seoul 1988 Detaljer...          | Kristin Otto Östtyskland          | Yang Wenyi Kina                 | Jill Sterkel USA                |
| Barcelona 1992 Detaljer...      | Yang Wenyi Kina                   | Zhuang Yong Kina                | Angel Martino USA               |
| Atlanta 1996 Detaljer...        | Amy Van Dyken USA                 | Le Jingyi Kina                  | Sandra Völker Tyskland          |
| Sydney 2000 Detaljer...         | Inge de Bruijn Nederländerna      | Therese Alshammar Sverige       | Dara Torres USA                 |
| Aten 2004 Detaljer...           | Inge de Bruijn Nederländerna      | Malia Metella Frankrike         | Lisbeth Lenton Australien       |
| Peking 2008 Detaljer...         | Britta Steffen Tyskland           | Dara Torres USA                 | Cate Campbell Australien        |
| London 2012 Detaljer...         | Ranomi Kromowidjojo Nederländerna | Aljaksandra Herasimenja Belarus | Marleen Veldhuis Nederländerna  |
| Rio de Janeiro 2016 Detaljer... | Pernille Blume Danmark            | Simone Manuel USA               | Aljaksandra Herasimenja Belarus |
| Tokyo 2020 Detaljer...          | Emma McKeon Australien            | Sarah Sjöström Sverige          | Pernille Blume Danmark          |

### 100 meter frisim

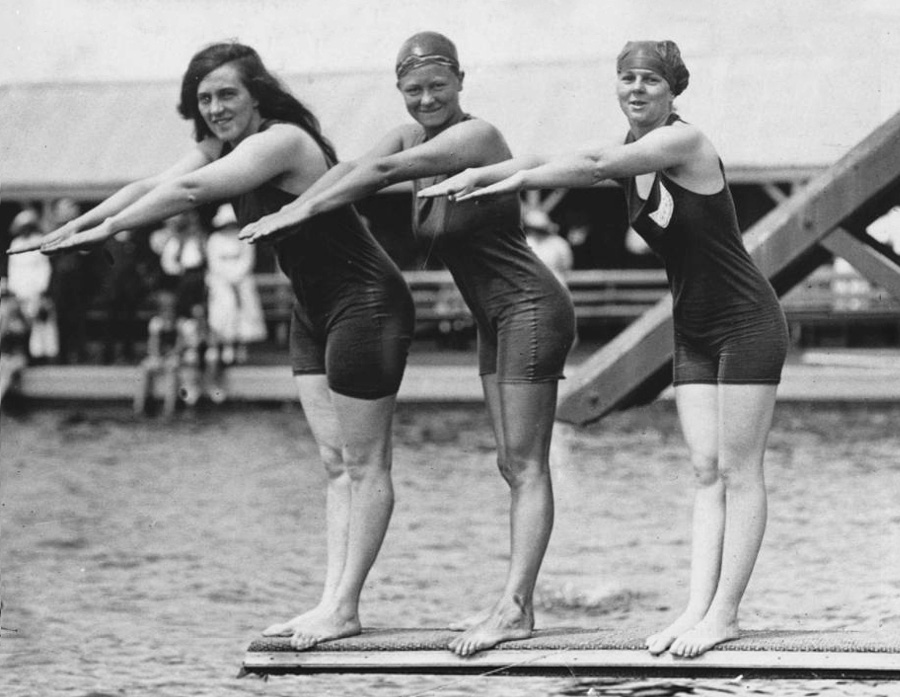
Fanny Durack, Mina Wylie och Jennie Fletcher firar efter 100 meter frisim vid olympiska spelen 1912 i Stockholm.

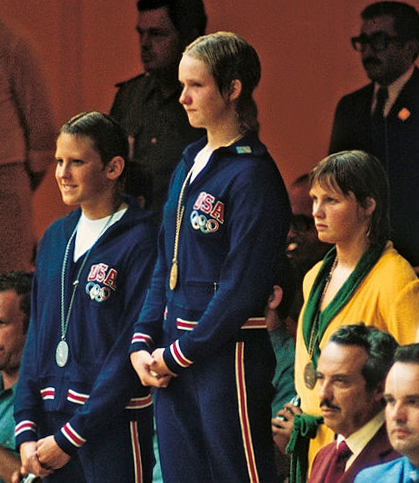
De tre medaljörerna på 100 meter frisim under medaljutdelningen i München 1972.

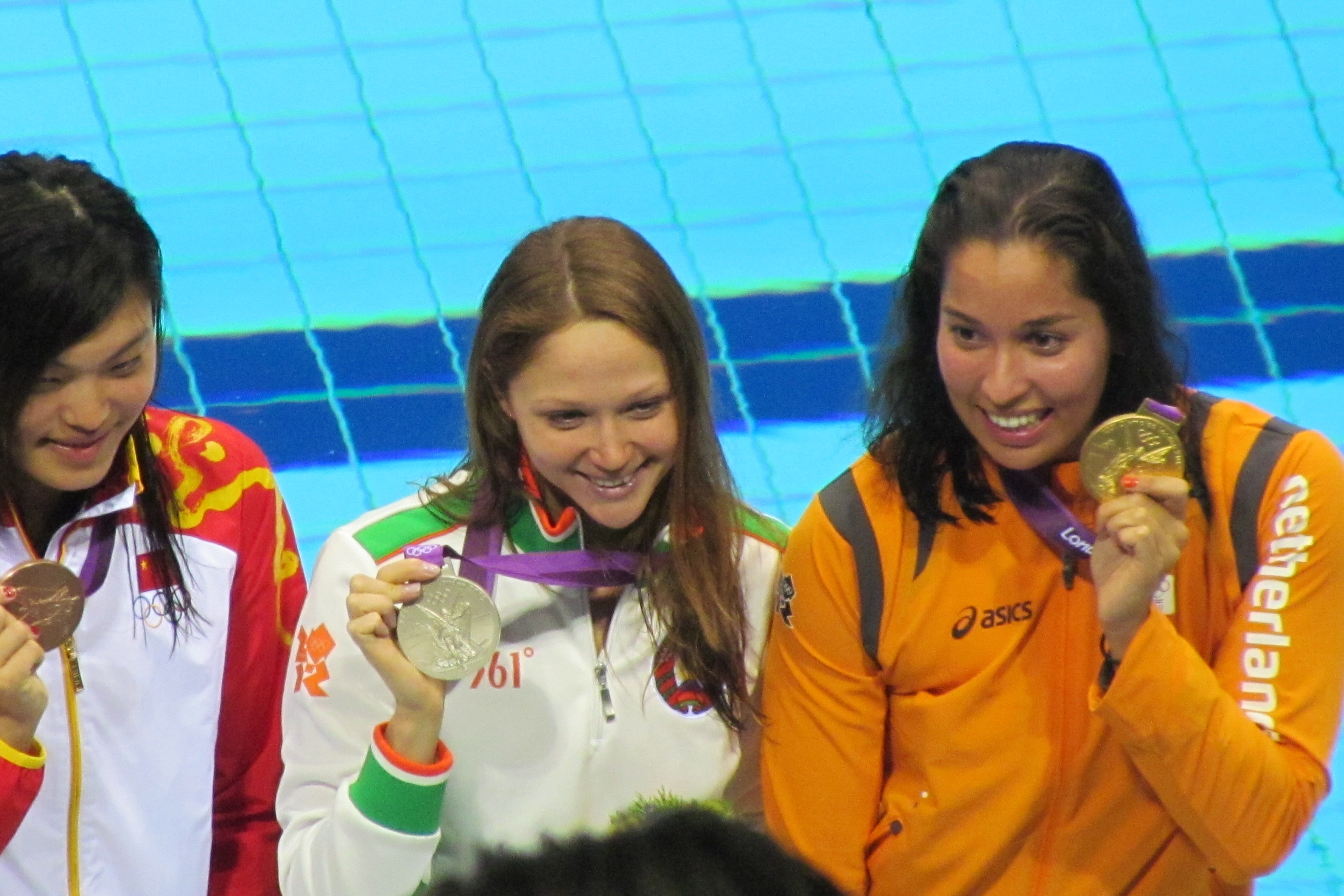
Medaljörerna på 100 meter frisim i London 2012.

| Spel                            | Guld                              | Silver                          | Brons                                      |
| Stockholm 1912 Detaljer...      | Fanny Durack Australasien         | Wilhelmina Wylie Australasien   | Jennie Fletcher Storbritannien             |
| Antwerpen 1920 Detaljer...      | Ethelda Bleibtrey USA             | Irene Guest USA                 | Frances Schroth USA                        |
| Paris 1924 Detaljer...          | Ethel Lackie USA                  | Mariechen Wehselau USA          | Gertrude Ederle USA                        |
| Amsterdam 1928 Detaljer...      | Albina Osipowich USA              | Eleanor Garatti USA             | Joyce Cooper Storbritannien                |
| Los Angeles 1932 Detaljer...    | Helene Madison USA                | Willy den Ouden Nederländerna   | Eleanor Saville USA                        |
| Berlin 1936 Detaljer...         | Rie Mastenbroek Nederländerna     | Jeannette Campbell Argentina    | Gisela Arendt Tyskland                     |
| London 1948 Detaljer...         | Greta Andersen Danmark            | Ann Curtis USA                  | Marie-Louise Linssen-Vaessen Nederländerna |
| Helsingfors 1952 Detaljer...    | Katalin Szőke Ungern              | Hannie Termeulen Nederländerna  | Judit Temes Ungern                         |
| Melbourne 1956 Detaljer...      | Dawn Fraser Australien            | Lorraine Crapp Australien       | Faith Leech Australien                     |
| Rom 1960 Detaljer...            | Dawn Fraser Australien            | Chris von Saltza USA            | Natalie Steward Storbritannien             |
| Tokyo 1964 Detaljer...          | Dawn Fraser Australien            | Sharon Stouder USA              | Kathy Ellis USA                            |
| Mexico City 1968 Detaljer...    | Jan Henne USA                     | Susan Pedersen USA              | Linda Gustavson USA                        |
| München 1972 Detaljer...        | Sandy Neilson USA                 | Shirley Babashoff USA           | Shane Gould Australien                     |
| Montréal 1976 Detaljer...       | Kornelia Ender Östtyskland        | Petra Priemer Östtyskland       | Enith Brigitha Nederländerna               |
| Moskva 1980 Detaljer...         | Barbara Krause Östtyskland        | Caren Metschuck Östtyskland     | Ines Diers Östtyskland                     |
| Los Angeles 1984 Detaljer...    | Nancy Hogshead USA                | ej utdelad                      | Annemarie Verstappen Nederländerna         |
| Los Angeles 1984 Detaljer...    | Carrie Steinseifer USA            | ej utdelad                      | Annemarie Verstappen Nederländerna         |
| Seoul 1988 Detaljer...          | Kristin Otto Östtyskland          | Zhuang Yong Kina                | Catherine Plewinski Frankrike              |
| Barcelona 1992 Detaljer...      | Zhuang Yong Kina                  | Jenny Thompson USA              | Franziska van Almsick Tyskland             |
| Atlanta 1996 Detaljer...        | Le Jingyi Kina                    | Sandra Völker Tyskland          | Angel Martino USA                          |
| Sydney 2000 Detaljer...         | Inge de Bruijn Nederländerna      | Therese Alshammar Sverige       | Jenny Thompson USA                         |
| Sydney 2000 Detaljer...         | Inge de Bruijn Nederländerna      | Therese Alshammar Sverige       | Dara Torres USA                            |
| Aten 2004 Detaljer...           | Jodie Henry Australien            | Inge de Bruijn Nederländerna    | Natalie Coughlin USA                       |
| Peking 2008 Detaljer...         | Britta Steffen Tyskland           | Lisbeth Trickett Australien     | Natalie Coughlin USA                       |
| London 2012 Detaljer...         | Ranomi Kromowidjojo Nederländerna | Aljaksandra Herasimenja Belarus | Tang Yi Kina                               |
| Rio de Janeiro 2016 Detaljer... | Simone Manuel USA                 | ej utdelad                      | Sarah Sjöström Sverige                     |
| Rio de Janeiro 2016 Detaljer... | Penny Oleksiak Kanada             | ej utdelad                      | Sarah Sjöström Sverige                     |
| Tokyo 2020 Detaljer...          | Emma McKeon Australien            | Siobhan Haughey Hongkong        | Cate Campbell Australien                   |

### 200 meter frisim
| Spel                            | Guld                        | Silver                         | Brons                              |
| Mexico City 1968 Detaljer...    | Debbie Meyer USA            | Jan Henne USA                  | Jane Barkman USA                   |
| München 1972 Detaljer...        | Shane Gould Australien      | Shirley Babashoff USA          | Keena Rothhammer USA               |
| Montréal 1976 Detaljer...       | Kornelia Ender Östtyskland  | Shirley Babashoff USA          | Enith Brigitha Nederländerna       |
| Moskva 1980 Detaljer...         | Barbara Krause Östtyskland  | Ines Diers Östtyskland         | Carmela Schmidt Östtyskland        |
| Los Angeles 1984 Detaljer...    | Mary Wayte USA              | Cynthia Woodhead USA           | Annemarie Verstappen Nederländerna |
| Seoul 1988 Detaljer...          | Heike Friedrich Östtyskland | Silvia Poll Costa Rica         | Manuela Stellmach Östtyskland      |
| Barcelona 1992 Detaljer...      | Nicole Haislett USA         | Franziska van Almsick Tyskland | Kerstin Kielgass Tyskland          |
| Atlanta 1996 Detaljer...        | Claudia Poll Costa Rica     | Franziska van Almsick Tyskland | Dagmar Hase Tyskland               |
| Sydney 2000 Detaljer...         | Susie O'Neill Australien    | Martina Moravcová Slovakien    | Claudia Poll Costa Rica            |
| Aten 2004 Detaljer...           | Camelia Potec Rumänien      | Federica Pellegrini Italien    | Solenne Figuès Frankrike           |
| Peking 2008 Detaljer...         | Federica Pellegrini Italien | Sara Isaković Slovenien        | Pang Jiaying Kina                  |
| London 2012 Detaljer...         | Allison Schmitt USA         | Camille Muffat Frankrike       | Bronte Barratt Australien          |
| Rio de Janeiro 2016 Detaljer... | Katie Ledecky USA           | Sarah Sjöström Sverige         | Emma McKeon Australien             |
| Tokyo 2020 Detaljer...          | Ariarne Titmus Australien   | Siobhan Haughey Hongkong       | Penny Oleksiak Kanada              |

### 400 meter frisim

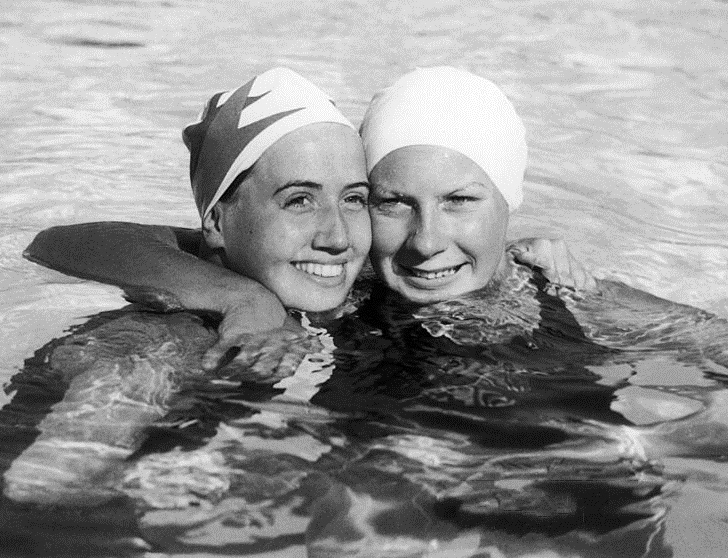
Guldmedaljören Helene Madison (till höger) och silvermedaljören Lenore Kight efter finalen på 400 meter frisim vid sommarspelen 1932 i Los Angeles.

| Spel                            | Guld                             | Silver                          | Brons                            |
| Paris 1924 Detaljer...          | Martha Norelius USA              | Helen Wainwright USA            | Gertrude Ederle USA              |
| Amsterdam 1928 Detaljer...      | Martha Norelius USA              | Marie Braun Nederländerna       | Josephine McKim USA              |
| Los Angeles 1932 Detaljer...    | Helene Madison USA               | Lenore Kight USA                | Jenny Maakal Sydafrika           |
| Berlin 1936 Detaljer...         | Rie Mastenbroek Nederländerna    | Ragnhild Hveger Danmark         | Lenore Kight USA                 |
| London 1948 Detaljer...         | Ann Curtis USA                   | Karen Harup Danmark             | Catherine Gibson Storbritannien  |
| Helsingfors 1952 Detaljer...    | Valéria Gyenge Ungern            | Éva Novák Ungern                | Evelyn Kawamoto USA              |
| Melbourne 1956 Detaljer...      | Lorraine Crapp Australien        | Dawn Fraser Australien          | Sylvia Ruuska USA                |
| Rom 1960 Detaljer...            | Chris von Saltza USA             | Jane Cederqvist Sverige         | Tineke Lagerberg Nederländerna   |
| Tokyo 1964 Detaljer...          | Virginia Duenkel USA             | Marilyn Ramenofsky USA          | Terri Stickles USA               |
| Mexico City 1968 Detaljer...    | Debbie Meyer USA                 | Linda Gustavson USA             | Karen Moras Australien           |
| München 1972 Detaljer...        | Shane Gould Australien           | Novella Calligaris Italien      | Gudrun Wegner Östtyskland        |
| Montréal 1976 Detaljer...       | Petra Thümer Östtyskland         | Shirley Babashoff USA           | Shannon Smith Kanada             |
| Moskva 1980 Detaljer...         | Ines Diers Östtyskland           | Petra Schneider Östtyskland     | Carmela Schmidt Östtyskland      |
| Los Angeles 1984 Detaljer...    | Tiffany Cohen USA                | Sarah Hardcastle Storbritannien | June Croft Storbritannien        |
| Seoul 1988 Detaljer...          | Janet Evans USA                  | Heike Friedrich Östtyskland     | Anke Möhring Östtyskland         |
| Barcelona 1992 Detaljer...      | Dagmar Hase Tyskland             | Janet Evans USA                 | Hayley Lewis Australien          |
| Atlanta 1996 Detaljer...        | Michelle Smith Irland            | Dagmar Hase Tyskland            | Kirsten Vlieghuis Nederländerna  |
| Sydney 2000 Detaljer...         | Brooke Bennett USA               | Diana Munz USA                  | Claudia Poll Costa Rica          |
| Aten 2004 Detaljer...           | Laure Manaudou Frankrike         | Otylia Jędrzejczak Polen        | Kaitlin Sandeno USA              |
| Peking 2008 Detaljer...         | Rebecca Adlington Storbritannien | Katie Hoff USA                  | Joanne Jackson Storbritannien    |
| London 2012 Detaljer...         | Camille Muffat Frankrike         | Allison Schmitt USA             | Rebecca Adlington Storbritannien |
| Rio de Janeiro 2016 Detaljer... | Katie Ledecky USA                | Jazmin Carlin Storbritannien    | Leah Smith USA                   |
| Tokyo 2020 Detaljer...          | Ariarne Titmus Australien        | Katie Ledecky USA               | Li Bingjie Kina                  |

### 800 meter frisim

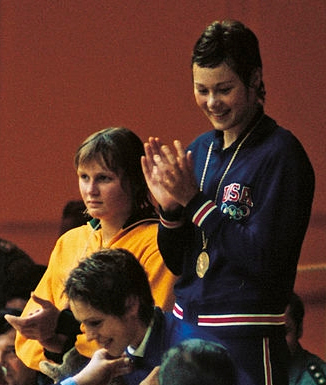
Medaljörerna på 800 meter frisim vid sommarspelen 1972.

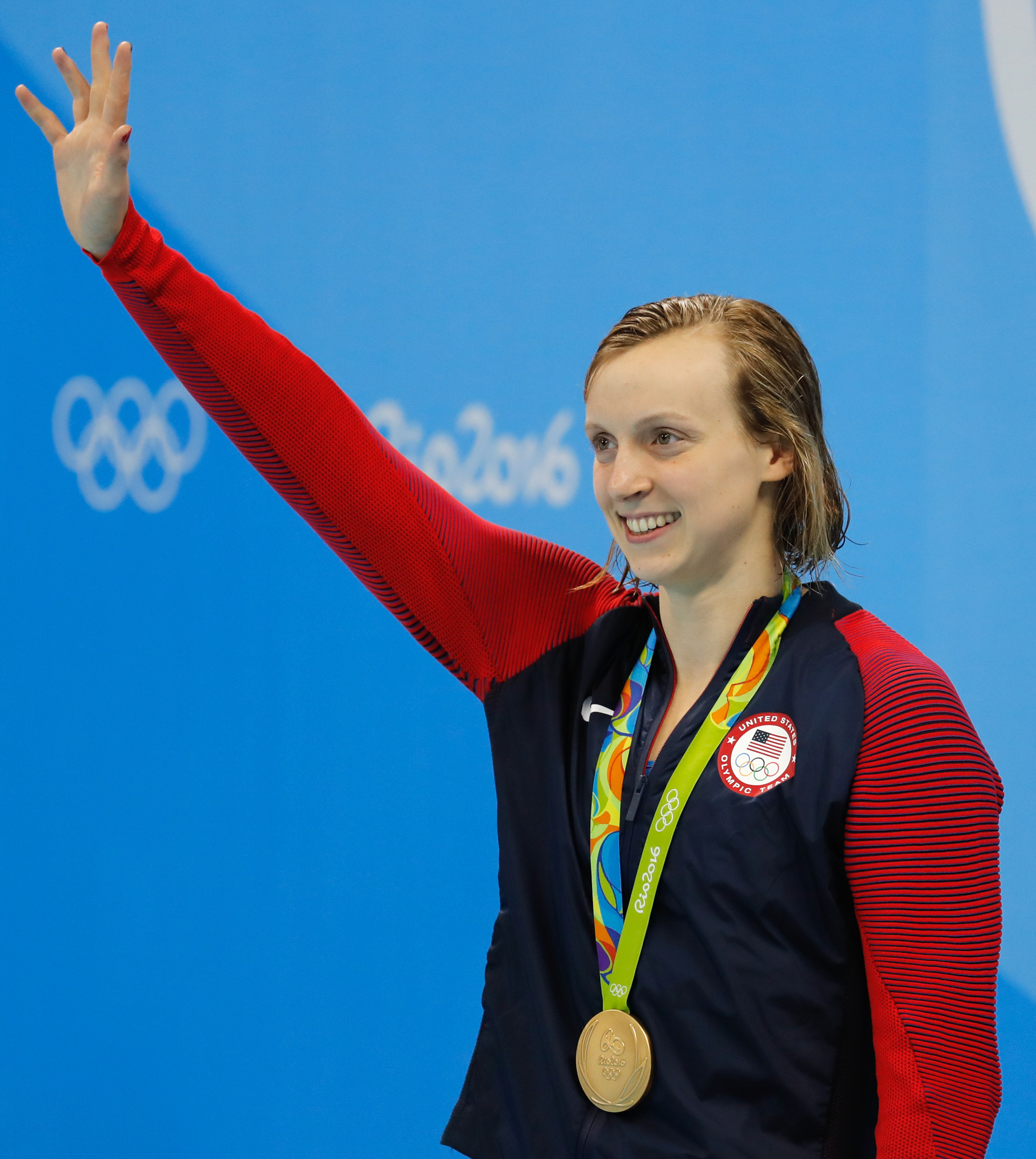
Katie Ledecky har vunnit tre raka guldmedaljer på 800 meter frisim (2012-2020). Hon tog även guldmedaljen på 1500 meter första gången distansen var med på damernas OS-program 2020.

| Spel                            | Guld                             | Silver                       | Brons                            |
| Mexico City 1968 Detaljer...    | Debbie Meyer USA                 | Pam Kruse USA                | Maria Teresa Ramírez Mexiko      |
| München 1972 Detaljer...        | Keena Rothhammer USA             | Shane Gould Australien       | Novella Calligaris Italien       |
| Montréal 1976 Detaljer...       | Petra Thümer Östtyskland         | Shirley Babashoff USA        | Wendy Weinberg USA               |
| Moskva 1980 Detaljer...         | Michelle Ford Australien         | Ines Diers Östtyskland       | Heike Dähne Östtyskland          |
| Los Angeles 1984 Detaljer...    | Tiffany Cohen USA                | Michele Richardson USA       | Sarah Hardcastle Storbritannien  |
| Seoul 1988 Detaljer...          | Janet Evans USA                  | Astrid Strauss Östtyskland   | Julie McDonald Australien        |
| Barcelona 1992 Detaljer...      | Janet Evans USA                  | Hayley Lewis Australien      | Jana Henke Tyskland              |
| Atlanta 1996 Detaljer...        | Brooke Bennett USA               | Dagmar Hase Tyskland         | Kirsten Vlieghuis Nederländerna  |
| Sydney 2000 Detaljer...         | Brooke Bennett USA               | Jana Klotjkova Ukraina       | Kaitlin Sandeno USA              |
| Aten 2004 Detaljer...           | Ai Shibata Japan                 | Laure Manaudou Frankrike     | Diana Munz USA                   |
| Peking 2008 Detaljer...         | Rebecca Adlington Storbritannien | Alessia Filippi Italien      | Lotte Friis Danmark              |
| London 2012 Detaljer...         | Katie Ledecky USA                | Mireia Belmonte Spanien      | Rebecca Adlington Storbritannien |
| Rio de Janeiro 2016 Detaljer... | Katie Ledecky USA                | Jazmin Carlin Storbritannien | Boglárka Kapás Ungern            |
| Tokyo 2020 Detaljer...          | Katie Ledecky USA                | Ariarne Titmus Australien    | Simona Quadarella Italien        |

### 1500 meter frisim
| Spel                   | Guld              | Silver             | Brons                 |
| Tokyo 2020 Detaljer... | Katie Ledecky USA | Erica Sullivan USA | Sarah Köhler Tyskland |

### 100 meter ryggsim
| Spel                            | Guld                          | Silver                         | Brons                           |
| Paris 1924 Detaljer...          | Sybil Bauer USA               | Phyllis Harding Storbritannien | Aileen Riggin USA               |
| Amsterdam 1928 Detaljer...      | Marie Braun Nederländerna     | Ellen King Storbritannien      | Joyce Cooper Storbritannien     |
| Los Angeles 1932 Detaljer...    | Eleanor Holm USA              | Bonnie Mealing Australien      | Valerie Davies Storbritannien   |
| Berlin 1936 Detaljer...         | Nida Senff Nederländerna      | Rie Mastenbroek Nederländerna  | Alice Bridges USA               |
| London 1948 Detaljer...         | Karen Harup Danmark           | Suzanne Zimmerman USA          | Judy-Joy Davies Australien      |
| Helsingfors 1952 Detaljer...    | Joan Harrison Sydafrika       | Geertje Wielema Nederländerna  | Jean Stewart Nya Zeeland        |
| Melbourne 1956 Detaljer...      | Judith Grinham Storbritannien | Carin Cone USA                 | Margaret Edwards Storbritannien |
| Rom 1960 Detaljer...            | Lynn Burke USA                | Natalie Steward Storbritannien | Satoko Tanaka Japan             |
| Tokyo 1964 Detaljer...          | Cathy Ferguson USA            | Kiki Caron Frankrike           | Virginia Duenkel USA            |
| Mexico City 1968 Detaljer...    | Kaye Hall USA                 | Elaine Tanner Kanada           | Jane Swagerty USA               |
| München 1972 Detaljer...        | Melissa Belote USA            | Andrea Gyarmati Ungern         | Susie Atwood USA                |
| Montréal 1976 Detaljer...       | Ulrike Richter Östtyskland    | Birgit Treiber Östtyskland     | Nancy Garapick Kanada           |
| Moskva 1980 Detaljer...         | Rica Reinisch Östtyskland     | Ina Kleber Östtyskland         | Petra Riedel Östtyskland        |
| Los Angeles 1984 Detaljer...    | Theresa Andrews USA           | Betsy Mitchell USA             | Jolanda de Rover Nederländerna  |
| Seoul 1988 Detaljer...          | Kristin Otto Östtyskland      | Krisztina Egerszegi Ungern     | Cornelia Sirch Östtyskland      |
| Barcelona 1992 Detaljer...      | Krisztina Egerszegi Ungern    | Tünde Szabó Ungern             | Lea Loveless USA                |
| Atlanta 1996 Detaljer...        | Beth Botsford USA             | Whitney Hedgepeth USA          | Marianne Kriel Sydafrika        |
| Sydney 2000 Detaljer...         | Diana Mocanu Rumänien         | Mai Nakamura Japan             | Nina Zjivanevskaja Spanien      |
| Aten 2004 Detaljer...           | Natalie Coughlin USA          | Kirsty Coventry Zimbabwe       | Laure Manaudou Frankrike        |
| Peking 2008 Detaljer...         | Natalie Coughlin USA          | Kirsty Coventry Zimbabwe       | Margaret Hoelzer USA            |
| London 2012 Detaljer...         | Missy Franklin USA            | Emily Seebohm Australien       | Aya Terakawa Japan              |
| Rio de Janeiro 2016 Detaljer... | Katinka Hosszú Ungern         | Kathleen Baker USA             | Fu Yuanhui Kina                 |
| Rio de Janeiro 2016 Detaljer... | Katinka Hosszú Ungern         | Kathleen Baker USA             | Kylie Masse Kanada              |
| Tokyo 2020 Detaljer...          | Kaylee McKeown Australien     | Kylie Masse Kanada             | Regan Smith USA                 |

### 200 meter ryggsim

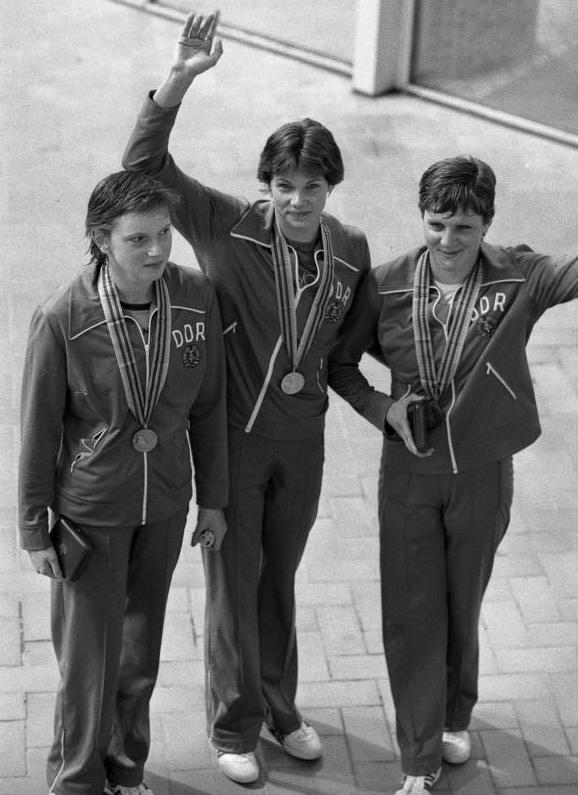
De tre östtyska medaljörerna på 200 meter ryggsim vid spelen i Moskva 1980.

| Spel                            | Guld                           | Silver                        | Brons                       |
| Mexico City 1968 Detaljer...    | Lillian Watson USA             | Elaine Tanner Kanada          | Kaye Hall USA               |
| München 1972 Detaljer...        | Melissa Belote USA             | Susie Atwood USA              | Donna Gurr Kanada           |
| Montréal 1976 Detaljer...       | Ulrike Richter Östtyskland     | Birgit Treiber Östtyskland    | Nancy Garapick Kanada       |
| Moskva 1980 Detaljer...         | Rica Reinisch Östtyskland      | Cornelia Polit Östtyskland    | Birgit Treiber Östtyskland  |
| Los Angeles 1984 Detaljer...    | Jolanda de Rover Nederländerna | Amy White USA                 | Anca Pătrășcoiu Rumänien    |
| Seoul 1988 Detaljer...          | Krisztina Egerszegi Ungern     | Katrin Zimmermann Östtyskland | Cornelia Sirch Östtyskland  |
| Barcelona 1992 Detaljer...      | Krisztina Egerszegi Ungern     | Dagmar Hase Tyskland          | Nicole Stevenson Australien |
| Atlanta 1996 Detaljer...        | Krisztina Egerszegi Ungern     | Whitney Hedgepeth USA         | Cathleen Rund Tyskland      |
| Sydney 2000 Detaljer...         | Diana Mocanu Rumänien          | Roxana Maracineanu Frankrike  | Miki Nakao Japan            |
| Aten 2004 Detaljer...           | Kirsty Coventry Zimbabwe       | Stanislava Komarova Ryssland  | Antje Buschschulte Tyskland |
| Aten 2004 Detaljer...           | Kirsty Coventry Zimbabwe       | Stanislava Komarova Ryssland  | Reiko Nakamura Japan        |
| Peking 2008 Detaljer...         | Kirsty Coventry Zimbabwe       | Margaret Hoelzer USA          | Reiko Nakamura Japan        |
| London 2012 Detaljer...         | Missy Franklin USA             | Anastasija Zujeva Ryssland    | Elizabeth Beisel USA        |
| Rio de Janeiro 2016 Detaljer... | Maya DiRado USA                | Katinka Hosszú Ungern         | Hilary Caldwell Kanada      |
| Tokyo 2020 Detaljer...          | Kaylee McKeown Australien      | Kylie Masse Kanada            | Emily Seebohm Australien    |

### 100 meter bröstsim
| Spel                            | Guld                             | Silver                                 | Brons                          |
| Mexico City 1968 Detaljer...    | Đurđica Bjedov Jugoslavien       | Galina Prozumensjtjikova Sovjetunionen | Sharon Wichman USA             |
| München 1972 Detaljer...        | Catherine Carr USA               | Galina Prozumensjtjikova Sovjetunionen | Beverley Whitfield Australien  |
| Montréal 1976 Detaljer...       | Hannelore Anke Östtyskland       | Ljubov Rusanova Sovjetunionen          | Marina Kosjeveja Sovjetunionen |
| Moskva 1980 Detaljer...         | Ute Geweniger Östtyskland        | Elvira Vasilkova Sovjetunionen         | Susanne Nielsson Danmark       |
| Los Angeles 1984 Detaljer...    | Petra van Staveren Nederländerna | Anne Ottenbrite Kanada                 | Catherine Poirot Frankrike     |
| Seoul 1988 Detaljer...          | Tania Dangalakova Bulgarien      | Antoaneta Frenkeva Bulgarien           | Silke Hörner Östtyskland       |
| Barcelona 1992 Detaljer...      | Jelena Rudkovskaja OSS           | Anita Nall USA                         | Samantha Riley Australien      |
| Atlanta 1996 Detaljer...        | Penelope Heyns Sydafrika         | Amanda Beard USA                       | Samantha Riley Australien      |
| Sydney 2000 Detaljer...         | Megan Quann USA                  | Leisel Jones Australien                | Penelope Heyns Sydafrika       |
| Aten 2004 Detaljer...           | Luo Xuejuan Kina                 | Brooke Hanson Australien               | Leisel Jones Australien        |
| Peking 2008 Detaljer...         | Leisel Jones Australien          | Rebecca Soni USA                       | Mirna Jukić Österrike          |
| London 2012 Detaljer...         | Rūta Meilutytė Litauen           | Rebecca Soni USA                       | Satomi Suzuki Japan            |
| Rio de Janeiro 2016 Detaljer... | Lilly King USA                   | Julija Jefimova Ryssland               | Katie Meili USA                |
| Tokyo 2020 Detaljer...          | Lydia Jacoby USA                 | Tatjana Schoenmaker Sydafrika          | Lilly King USA                 |

### 200 meter bröstsim

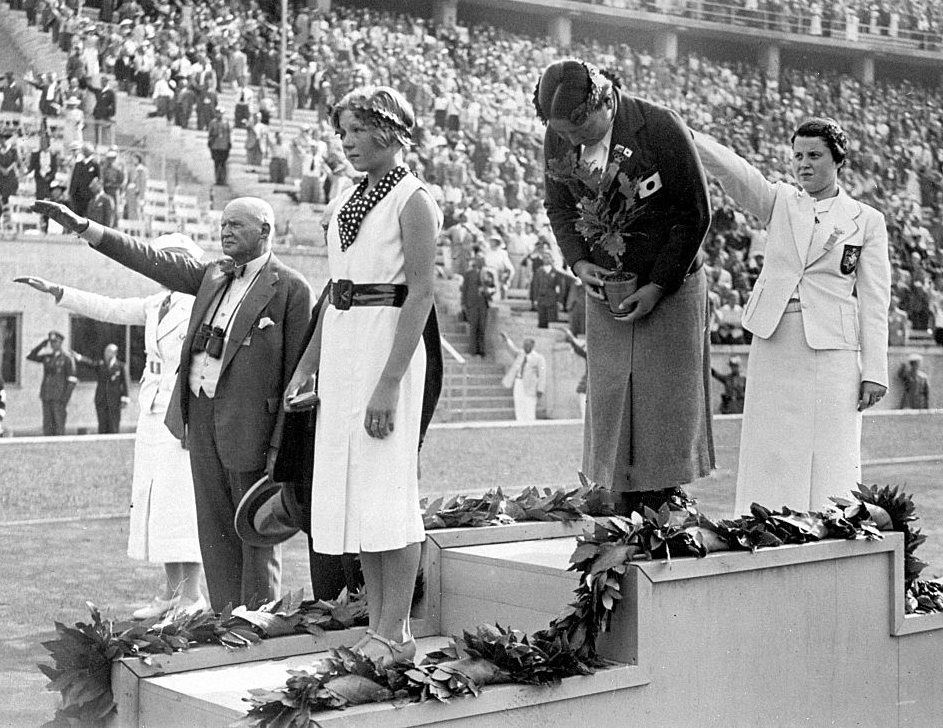
Inge Sørensen, Hideko Maehata och Martha Genenger under prisceremonin vid sommarspelen 1936 i Berlin.

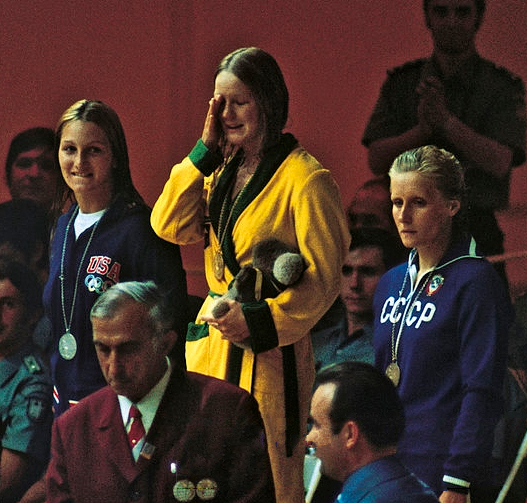
Medaljörerna på 200 meter bröstsim vid spelen 1972.

| Spel                            | Guld                                   | Silver                                   | Brons                                  |
| Paris 1924 Detaljer...          | Lucy Morton Storbritannien             | Agnes Geraghty USA                       | Gladys Carson Storbritannien           |
| Amsterdam 1928 Detaljer...      | Hilde Schrader Tyskland                | Mietje Baron Nederländerna               | Charlotte Mühe Tyskland                |
| Los Angeles 1932 Detaljer...    | Clare Dennis Australien                | Hideko Maehata Japan                     | Else Jacobsen Danmark                  |
| Berlin 1936 Detaljer...         | Hideko Maehata Japan                   | Martha Genenger Tyskland                 | Inge Sørensen Danmark                  |
| London 1948 Detaljer...         | Nel van Vliet Nederländerna            | Nancy Lyons Australien                   | Éva Novák Ungern                       |
| Helsingfors 1952 Detaljer...    | Éva Székely Ungern                     | Éva Novák Ungern                         | Elenor Gordon Storbritannien           |
| Melbourne 1956 Detaljer...      | Ursula Happe Tysklands förenade lag    | Éva Székely Ungern                       | Eva-Maria Elsen Tysklands förenade lag |
| Rom 1960 Detaljer...            | Anita Lonsbrough Storbritannien        | Wiltrud Urselmann Tysklands förenade lag | Barbara Göbel Tysklands förenade lag   |
| Tokyo 1964 Detaljer...          | Galina Prozumensjtjikova Sovjetunionen | Claudia Kolb USA                         | Svetlana Babanina Sovjetunionen        |
| Mexico City 1968 Detaljer...    | Sharon Wichman USA                     | Đurđica Bjedov Jugoslavien               | Galina Prozumensjtjikova Sovjetunionen |
| München 1972 Detaljer...        | Beverley Whitfield Australien          | Dana Schoenfield USA                     | Galina Prozumensjtjikova Sovjetunionen |
| Montréal 1976 Detaljer...       | Marina Kosjeveja Sovjetunionen         | Maryna Jurtjenja Sovjetunionen           | Ljubov Rusanova Sovjetunionen          |
| Moskva 1980 Detaljer...         | Lina Kačiušytė Sovjetunionen           | Svetlana Varganova Sovjetunionen         | Julija Bogdanova Sovjetunionen         |
| Los Angeles 1984 Detaljer...    | Anne Ottenbrite Kanada                 | Susan Rapp USA                           | Ingrid Lempereur Belgien               |
| Seoul 1988 Detaljer...          | Silke Hörner Östtyskland               | Huang Xiaomin Kina                       | Antoaneta Frenkeva Bulgarien           |
| Barcelona 1992 Detaljer...      | Kyoko Iwasaki Japan                    | Lin Li Kina                              | Anita Nall USA                         |
| Atlanta 1996 Detaljer...        | Penelope Heyns Sydafrika               | Amanda Beard USA                         | Ágnes Kovács Ungern                    |
| Sydney 2000 Detaljer...         | Ágnes Kovács Ungern                    | Kristy Kowal USA                         | Amanda Beard USA                       |
| Aten 2004 Detaljer...           | Amanda Beard USA                       | Leisel Jones Australien                  | Anne Poleska Tyskland                  |
| Peking 2008 Detaljer...         | Rebecca Soni USA                       | Leisel Jones Australien                  | Sara Nordenstam Norge                  |
| London 2012 Detaljer...         | Rebecca Soni USA                       | Satomi Suzuki Japan                      | Julija Jefimova Ryssland               |
| Rio de Janeiro 2016 Detaljer... | Rie Kaneto Japan                       | Julija Jefimova Ryssland                 | Shi Jinglin Kina                       |
| Tokyo 2020 Detaljer...          | Tatjana Schoenmaker Sydafrika          | Lilly King USA                           | Annie Lazor USA                        |

### 100 meter fjärilsim

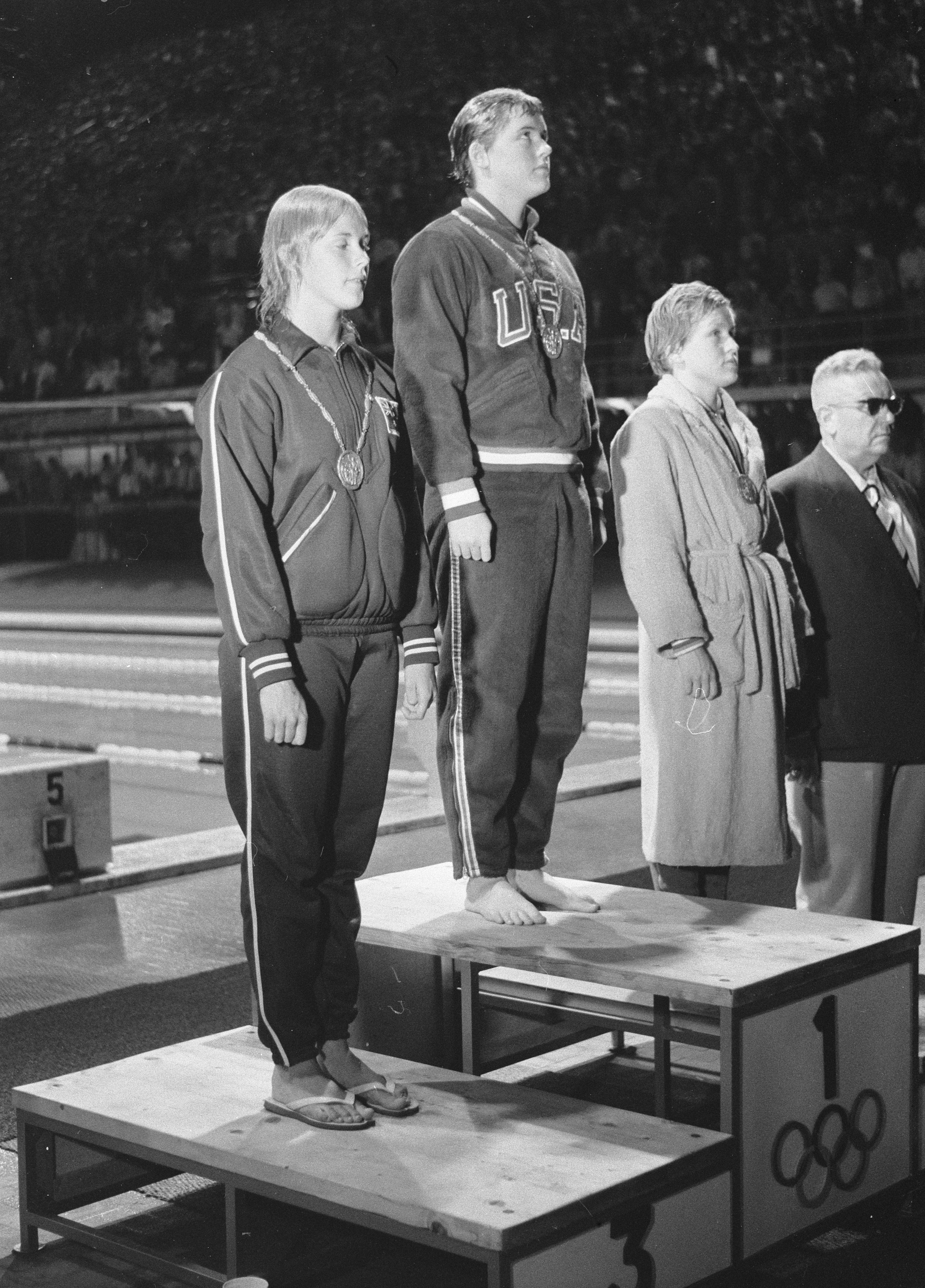
Medaljörerna på 100 meter fjärilsim i Rom 1960 på prispallen.

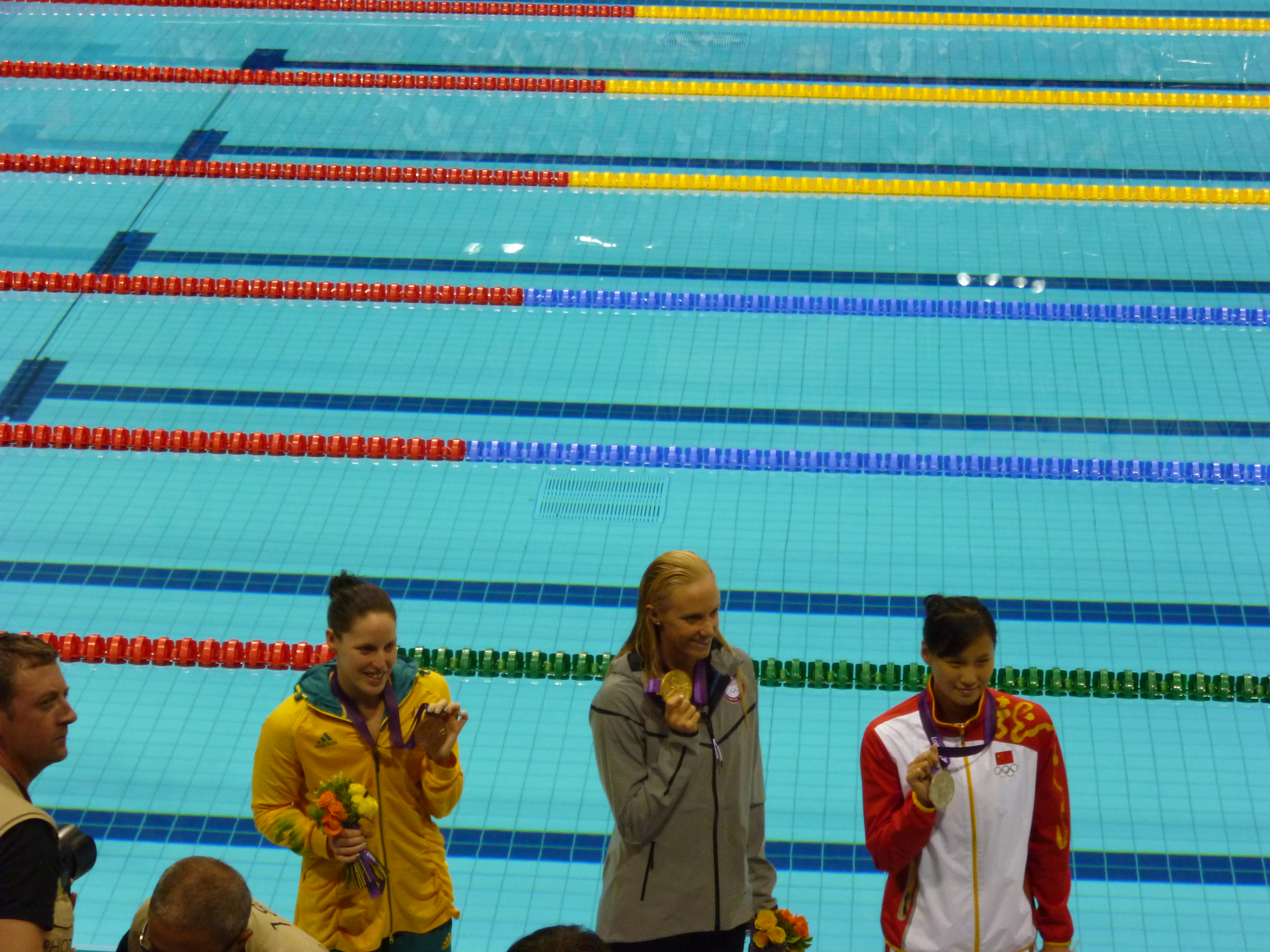
Medaljörerna på 100 meter fjärilsim vid sommarspelen i London 2012.

| Spel                            | Guld                         | Silver                           | Brons                         |
| Melbourne 1956 Detaljer...      | Shelley Mann USA             | Nancy Ramey USA                  | Mary Sears USA                |
| Rom 1960 Detaljer...            | Carolyn Schuler USA          | Marianne Heemskerk Nederländerna | Janice Andrew Australien      |
| Tokyo 1964 Detaljer...          | Sharon Stouder USA           | Ada Kok Nederländerna            | Kathleen Ellis USA            |
| Mexico City 1968 Detaljer...    | Lyn McClements Australien    | Ellie Daniel USA                 | Susan Shields USA             |
| München 1972 Detaljer...        | Mayumi Aoki Japan            | Roswitha Beier Östtyskland       | Andrea Gyarmati Ungern        |
| Montréal 1976 Detaljer...       | Kornelia Ender Östtyskland   | Andrea Pollack Östtyskland       | Wendy Boglioli USA            |
| Moskva 1980 Detaljer...         | Caren Metschuck Östtyskland  | Andrea Pollack Östtyskland       | Christiane Knacke Östtyskland |
| Los Angeles 1984 Detaljer...    | Mary T. Meagher USA          | Jenna Johnson USA                | Karin Seick Västtyskland      |
| Seoul 1988 Detaljer...          | Kristin Otto Östtyskland     | Birte Weigang Östtyskland        | Qian Hong Kina                |
| Barcelona 1992 Detaljer...      | Qian Hong Kina               | Crissy Ahmann-Leighton USA       | Catherine Plewinski Frankrike |
| Atlanta 1996 Detaljer...        | Amy Van Dyken USA            | Liu Limin Kina                   | Angel Martino USA             |
| Sydney 2000 Detaljer...         | Inge de Bruijn Nederländerna | Martina Moravcová Slovakien      | Dara Torres USA               |
| Aten 2004 Detaljer...           | Petria Thomas Australien     | Otylia Jędrzejczak Polen         | Inge de Bruijn Nederländerna  |
| Peking 2008 Detaljer...         | Lisbeth Trickett Australien  | Christine Magnuson USA           | Jessicah Schipper Australien  |
| London 2012 Detaljer...         | Dana Vollmer USA             | Lu Ying Kina                     | Alicia Coutts Australien      |
| Rio de Janeiro 2016 Detaljer... | Sarah Sjöström Sverige       | Penny Oleksiak Kanada            | Dana Vollmer USA              |
| Tokyo 2020 Detaljer...          | Margaret MacNeil Kanada      | Zhang Yufei Kina                 | Emma McKeon Australien        |

### 200 meter fjärilsim
| Spel                            | Guld                           | Silver                         | Brons                         |
| Mexico City 1968 Detaljer...    | Ada Kok Nederländerna          | Helga Lindner Östtyskland      | Ellie Daniel USA              |
| München 1972 Detaljer...        | Karen Moe USA                  | Lynn Colella USA               | Ellie Daniel USA              |
| Montréal 1976 Detaljer...       | Andrea Pollack Östtyskland     | Ulrike Tauber Östtyskland      | Rosemarie Gabriel Östtyskland |
| Moskva 1980 Detaljer...         | Ines Geissler Östtyskland      | Sybille Schönrock Östtyskland  | Michelle Ford Australien      |
| Los Angeles 1984 Detaljer...    | Mary T. Meagher USA            | Karen Phillips Australien      | Ina Beyermann Västtyskland    |
| Seoul 1988 Detaljer...          | Kathleen Nord Östtyskland      | Birte Weigang Östtyskland      | Mary T. Meagher USA           |
| Barcelona 1992 Detaljer...      | Summer Sanders USA             | Wang Xiaohong Kina             | Susie O'Neill Australien      |
| Atlanta 1996 Detaljer...        | Susie O'Neill Australien       | Petria Thomas Australien       | Michelle Smith Irland         |
| Sydney 2000 Detaljer...         | Misty Hyman USA                | Susie O'Neill Australien       | Petria Thomas Australien      |
| Aten 2004 Detaljer...           | Otylia Jędrzejczak Polen       | Petria Thomas Australien       | Yuko Nakanishi Japan          |
| Peking 2008 Detaljer...         | Liu Zige Kina                  | Jiao Liuyang Kina              | Jessicah Schipper Australien  |
| London 2012 Detaljer...         | Jiao Liuyang Kina              | Mireia Belmonte García Spanien | Natsumi Hoshi Japan           |
| Rio de Janeiro 2016 Detaljer... | Mireia Belmonte García Spanien | Madeline Groves Australien     | Natsumi Hoshi Japan           |
| Tokyo 2020 Detaljer...          | Zhang Yufei Kina               | Regan Smith USA                | Hali Flickinger USA           |

### 200 meter medley
| Spel                            | Guld                                        | Silver                                      | Brons                                       |
| Mexico City 1968 Detaljer...    | Claudia Kolb USA                            | Susan Pedersen USA                          | Jan Henne USA                               |
| München 1972 Detaljer...        | Shane Gould Australien                      | Kornelia Ender Östtyskland                  | Lynn Vidali USA                             |
| 1976–1980                       | inkluderades ej på det olympiska programmet | inkluderades ej på det olympiska programmet | inkluderades ej på det olympiska programmet |
| Los Angeles 1984 Detaljer...    | Tracy Caulkins USA                          | Nancy Hogshead USA                          | Michelle Pearson Australien                 |
| Seoul 1988 Detaljer...          | Daniela Hunger Östtyskland                  | Jelena Dendeberova Sovjetunionen            | Noemi Lung Rumänien                         |
| Barcelona 1992 Detaljer...      | Lin Li Kina                                 | Summer Sanders USA                          | Daniela Hunger Tyskland                     |
| Atlanta 1996 Detaljer...        | Michelle Smith Irland                       | Marianne Limpert Kanada                     | Lin Li Kina                                 |
| Sydney 2000 Detaljer...         | Jana Klotjkova Ukraina                      | Beatrice Câşlaru Rumänien                   | Cristina Teuscher USA                       |
| Aten 2004 Detaljer...           | Jana Klotjkova Ukraina                      | Amanda Beard USA                            | Kirsty Coventry Zimbabwe                    |
| Peking 2008 Detaljer...         | Stephanie Rice Australien                   | Kirsty Coventry Zimbabwe                    | Natalie Coughlin USA                        |
| London 2012 Detaljer...         | Ye Shiwen Kina                              | Alicia Coutts Australien                    | Caitlin Leverenz USA                        |
| Rio de Janeiro 2016 Detaljer... | Katinka Hosszú Ungern                       | Siobhan-Marie O'Connor Storbritannien       | Maya DiRado USA                             |
| Tokyo 2020 Detaljer...          | Yui Ohashi Japan                            | Alex Walsh USA                              | Kate Douglass USA                           |

### 400 meter medley
| Spel                            | Guld                        | Silver                        | Brons                          |
| Tokyo 1964 Detaljer...          | Donna de Varona USA         | Sharon Finneran USA           | Martha Randall USA             |
| Mexico City 1968 Detaljer...    | Claudia Kolb USA            | Lynn Vidali USA               | Sabine Steinbach Östtyskland   |
| München 1972 Detaljer...        | Gail Neall Australien       | Leslie Cliff Kanada           | Novella Calligaris Italien     |
| Montréal 1976 Detaljer...       | Ulrike Tauber Östtyskland   | Cheryl Gibson Kanada          | Becky Smith Kanada             |
| Moskva 1980 Detaljer...         | Petra Schneider Östtyskland | Sharron Davies Storbritannien | Agnieszka Czopek Polen         |
| Los Angeles 1984 Detaljer...    | Tracy Caulkins USA          | Suzanne Landells Australien   | Petra Zindler Västtyskland     |
| Seoul 1988 Detaljer...          | Janet Evans USA             | Noemi Lung Rumänien           | Daniela Hunger Östtyskland     |
| Barcelona 1992 Detaljer...      | Krisztina Egerszegi Ungern  | Lin Li Kina                   | Summer Sanders USA             |
| Atlanta 1996 Detaljer...        | Michelle Smith Irland       | Allison Wagner USA            | Krisztina Egerszegi Ungern     |
| Sydney 2000 Detaljer...         | Jana Klotjkova Ukraina      | Yasuko Tajima Japan           | Beatrice Câşlaru Rumänien      |
| Aten 2004 Detaljer...           | Jana Klotjkova Ukraina      | Kaitlin Sandeno USA           | Georgina Bardach Argentina     |
| Peking 2008 Detaljer...         | Stephanie Rice Australien   | Kirsty Coventry Zimbabwe      | Katie Hoff USA                 |
| London 2012 Detaljer...         | Ye Shiwen Kina              | Elizabeth Beisel USA          | Li Xuanxu Kina                 |
| Rio de Janeiro 2016 Detaljer... | Katinka Hosszú Ungern       | Maya DiRado USA               | Mireia Belmonte García Spanien |
| Tokyo 2020 Detaljer...          | Yui Ohashi Japan            | Emma Weyant USA               | Hali Flickinger USA            |

### 4 × 100 meter frisim

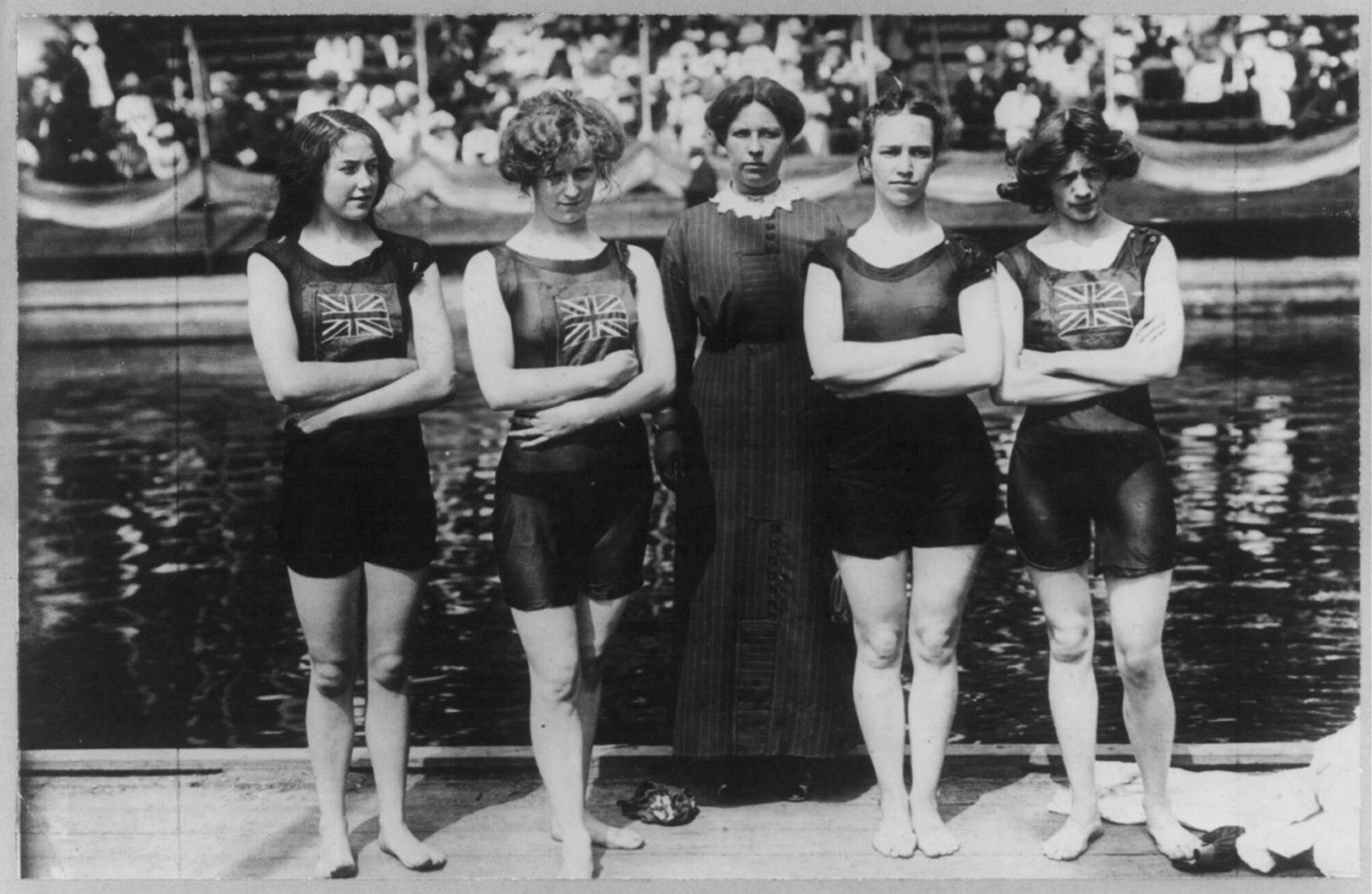
Det brittiska laget som tog det första lagkappsguldet för damer 1912 i Stockholm.

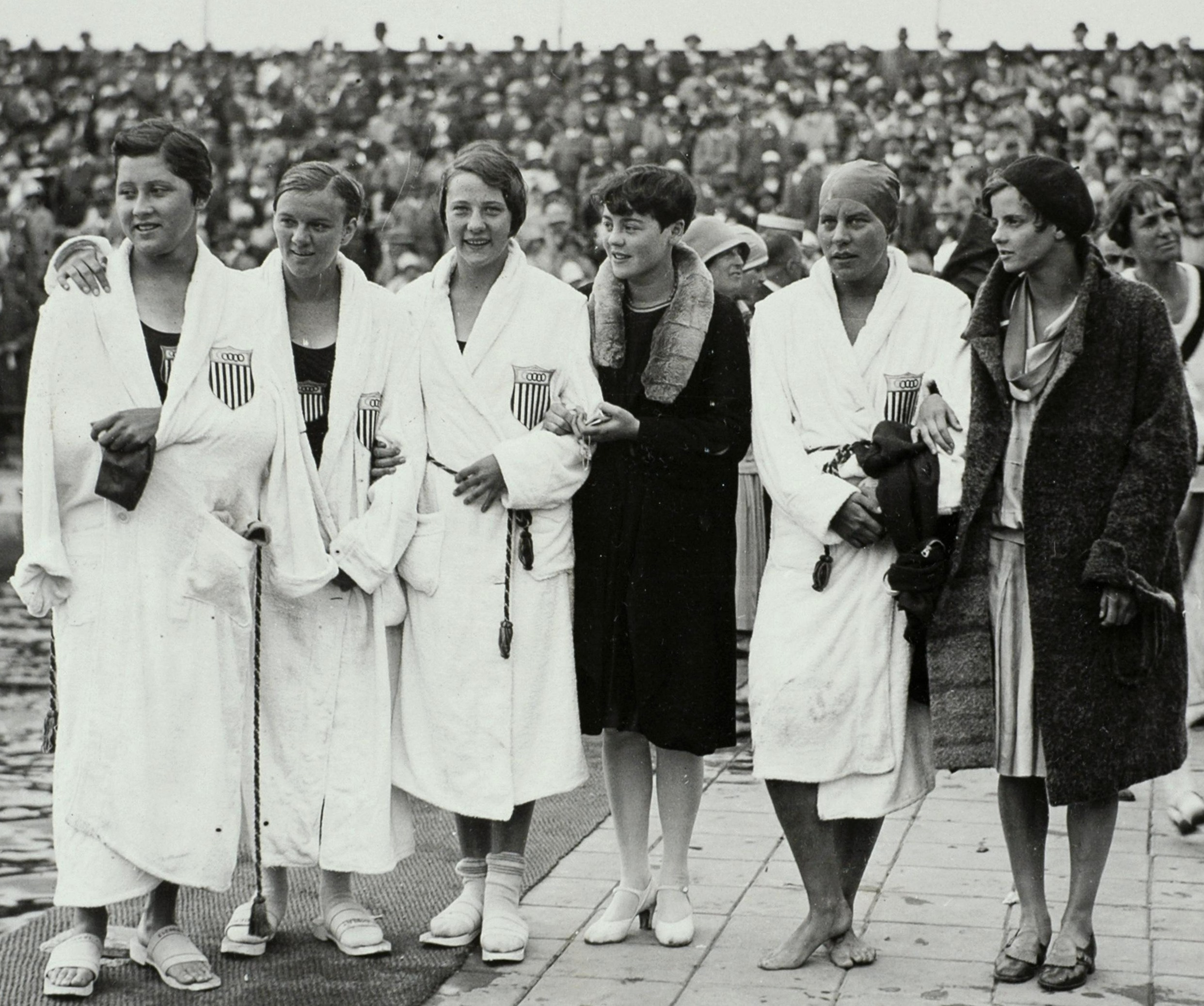
Det amerikanska lag som vann 4 x 100 meter frisim vid sommarspelen 1928.

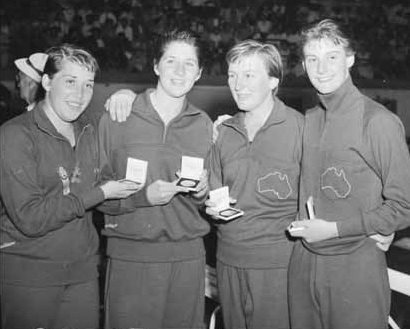
Lagkappsvinnarna vid sommarspelen 1956 i Melbourne var Australien.

| Spel                            | Guld | Silver | Brons |
| Stockholm 1912 Detaljer...      | Storbritannien Belle Moore Jennie Fletcher Annie Speirs Irene Steer                                                   | Tyskland Wally Dressel Louise Otto Hermine Stindt Grete Rosenberg                                           | Österrike Margarete Adler Klara Milch Josephine Sticker Berta Zahourek                                           |
| Antwerpen 1920 Detaljer...      | USA Margaret Woodbridge Frances Schroth Irene Guest Ethelda Bleibtrey                                                 | Storbritannien Hilda James Constance Jeans Charlotte Radcliffe Grace McKenzie                               | Sverige Aina Berg Emy Machnow Carin Nilsson Jane Gylling                                                         |
| Paris 1924 Detaljer...          | USA Euphrasia Donnelly Gertrude Ederle Ethel Lackie Mariechen Wehselau                                                | Storbritannien Florence Barker Constance Jeans Grace McKenzie Iris Tanner                                   | Sverige Aina Berg Gurli Ewerlund Wivan Pettersson Hjördis Töpel                                                  |
| Amsterdam 1928 Detaljer...      | USA Adelaide Lambert Albina Osipowich Eleanor Saville Martha Norelius                                                 | Storbritannien Joyce Cooper Iris Tanner Cissie Stewart Ellen King                                           | Sydafrika Rhoda Rennie Freddie van der Goes Mary Bedford Kathleen Russell                                        |
| Los Angeles 1932 Detaljer...    | USA Helen Johns Eleanor Saville Josephine McKim Helene Madison                                                        | Nederländerna Willy den Ouden Puck Oversloot Corrie Laddé Maria Vierdag                                     | Storbritannien Joyce Cooper Valerie Davies Edna Hughes Helen Varcoe                                              |
| Berlin 1936 Detaljer...         | Nederländerna Jopie Selbach Tini Wagner Willy den Ouden Rie Mastenbroek                                               | Tyskland Ruth Halbsguth Leni Lohmar Ingeborg Schmitz Gisela Arendt                                          | USA Katherine Rawls Bernice Lapp Mavis Freeman Olive McKean                                                      |
| London 1948 Detaljer...         | USA Marie Corridon Thelma Kalama Brenda Helser Ann Curtis                                                             | Danmark Eva Riise Karen Harup Greta Andersen Fritze Carstensen                                              | Nederländerna Irma Heijting-Schuhmacher Margot Marsman Marie-Louise Linssen-Vaessen Hannie Termeulen             |
| Helsingfors 1952 Detaljer...    | Ungern Ilona Novák Judit Temes Éva Novák Katalin Szőke                                                                | Nederländerna Marie-Louise Linssen-Vaessen Koosje van Voorn Hannie Termeulen Irma Heijting-Schuhmacher      | USA Jackie LaVine Marilee Stepan Jody Alderson Evelyn Kawamoto                                                   |
| Melbourne 1956 Detaljer...      | Australien Dawn Fraser Faith Leech Sandra Morgan Lorraine Crapp                                                       | USA Sylvia Ruuska Shelley Mann Nancy Simons Joan Rosazza                                                    | Sydafrika Natalie Myburgh Susan Roberts Moira Abernethy Jeanette Myburgh                                         |
| Rom 1960 Detaljer...            | USA Joan Spillane Shirley Stobs Carolyn Wood Chris von Saltza                                                         | Australien Dawn Fraser Ilsa Konrads Lorraine Crapp Alva Colquhoun                                           | Tysklands förenade lag Christel Steffin Heidi Pechstein Gisela Weiss Ursula Brunner                              |
| Tokyo 1964 Detaljer...          | USA Sharon Stouder Donna de Varona Lillian Watson Kathy Ellis                                                         | Australien Robyn Thorn Janice Murphy Lynette Bell Dawn Fraser                                               | Nederländerna Pauline van der Wildt Toos Beumer Winnie van Weerdenburg Erica Terpstra                            |
| Mexico City 1968 Detaljer...    | USA Jane Barkman Linda Gustavson Susan Pedersen Jan Henne                                                             | Östtyskland Gabriele Wetzko Roswitha Krause Uta Schmuck Gabriele Perthes                                    | Kanada Angela Coughlan Marilyn Corson Elaine Tanner Marion Lay                                                   |
| München 1972 Detaljer...        | USA Shirley Babashoff Jane Barkman Jenny Kemp Sandy Neilson                                                           | Östtyskland Andrea Eife Kornelia Ender Elke Sehmisch Gabriele Wetzko                                        | Västtyskland Gudrun Beckmann Heidemarie Reineck Angela Steinbach Jutta Weber                                     |
| Montréal 1976 Detaljer...       | USA Kim Peyton Jill Sterkel Shirley Babashoff Wendy Boglioli                                                          | Östtyskland Petra Priemer Kornelia Ender Claudia Hempel Andrea Pollack                                      | Kanada Becky Smith Gail Amundrud Barbara Clark Anne Jardin                                                       |
| Moskva 1980 Detaljer...         | Östtyskland Barbara Krause Caren Metschuck Ines Diers Sarina Hülsenbeck                                               | Sverige Carina Ljungdahl Tina Gustafsson Agneta Mårtensson Agneta Eriksson                                  | Nederländerna Conny van Bentum Wilma van Velsen Reggie de Jong Annelies Maas                                     |
| Los Angeles 1984 Detaljer...    | USA Jenna Johnson Carrie Steinseifer Dara Torres Nancy Hogshead                                                       | Nederländerna Annemarie Verstappen Desi Reijers Elles Voskes Conny van Bentum                               | Västtyskland Iris Zscherpe Susanne Schuster Christiane Pielke Karin Seick                                        |
| Seoul 1988 Detaljer...          | Östtyskland Kristin Otto Katrin Meissner Daniela Hunger Manuela Stellmach                                             | Nederländerna Marianne Muis Mildred Muis Conny van Bentum Karin Brienesse                                   | USA Mary Wayte Mitzi Kremer Laura Walker Dara Torres                                                             |
| Barcelona 1992 Detaljer...      | USA Nicole Haislett Angel Martino Jenny Thompson Dara Torres Ashley Tappin Crissy Ahmann-Leighton                     | Kina Le Jingyi Lü Bin Zhuang Yong Yang Wenyi Zhao Kun                                                       | Tyskland Franziska van Almsick Daniela Hunger Simone Osygus Manuela Stellmach Kerstin Kielgass Annette Hadding   |
| Atlanta 1996 Detaljer...        | USA Angel Martino Amy Van Dyken Catherine Fox Jenny Thompson Lisa Jacob Melanie Valerio                               | Kina Le Jingyi Chao Na Nian Yun Shan Ying                                                                   | Tyskland Sandra Völker Simone Osygus Antje Buschschulte Franziska van Almsick Meike Freitag                      |
| Sydney 2000 Detaljer...         | USA Amy Van Dyken Courtney Shealy Jenny Thompson Dara Torres Erin Phenix Ashley Tappin                                | Nederländerna Manon van Rooijen Wilma van Hofwegen Inge de Bruijn Thamar Henneken Chantal Groot             | Sverige Johanna Sjöberg Therese Alshammar Louise Jöhncke Anna-Karin Kammerling Josefin Lillhage Malin Svahnström |
| Aten 2004 Detaljer...           | Australien Alice Mills Lisbeth Lenton Petria Thomas Jodie Henry Sarah Ryan                                            | USA Kara Lynn Joyce Natalie Coughlin Amanda Weir Jenny Thompson Colleen Lanne Maritza Correia Lindsay Benko | Nederländerna Chantal Groot Inge Dekker Marleen Veldhuis Inge de Bruijn Annabel Kosten                           |
| Peking 2008 Detaljer...         | Nederländerna Inge Dekker Ranomi Kromowidjojo Femke Heemskerk Marleen Veldhuis Hinkelien Schreuder Manon van Rooijen  | USA Natalie Coughlin Dara Torres Kara Lynn Joyce Lacey Nymeyer Emily Silver Julia Smit                      | Australien Cate Campbell Alice Mills Melanie Schlanger Lisbeth Trickett Shayne Reese                             |
| London 2012 Detaljer...         | Australien Alicia Coutts Cate Campbell Brittany Elmslie Melanie Schlanger Emily Seebohm Yolane Kukla Lisbeth Trickett | Nederländerna Inge Dekker Marleen Veldhuis Femke Heemskerk Ranomi Kromowidjojo Hinkelien Schreuder          | USA Missy Franklin Jessica Hardy Lia Neal Allison Schmitt Amanda Weir Natalie Coughlin                           |
| Rio de Janeiro 2016 Detaljer... | Australien Emma McKeon Brittany Elmslie Bronte Campbell Cate Campbell Madison Wilson                                  | USA Simone Manuel Abbey Weitzeil Dana Vollmer Katie Ledecky Amanda Weir Lia Neal Allison Schmitt            | Kanada Sandrine Mainville Chantal Van Landeghem Taylor Ruck Penny Oleksiak Michelle Williams                     |
| Tokyo 2020 Detaljer...          | Australien Bronte Campbell Meg Harris Emma McKeon Cate Campbell Mollie O'Callaghan Madison Wilson                     | Kanada Kayla Sanchez Margaret MacNeil Rebecca Smith Penny Oleksiak Taylor Ruck                              | USA Erika Brown Abbey Weitzeil Natalie Hinds Simone Manuel Catie DeLoof Allison Schmitt Olivia Smoliga           |

Not: sedan 1992 tilldelas även de tävlande som enbart simmat i de kvalificerande omgångarna medaljer.

### 4 × 200 meter frisim
| Spel                            | Guld | Silver | Brons |
| Atlanta 1996 Detaljer...        | USA Trina Jackson Cristina Teuscher Sheila Taormina Jenny Thompson Lisa Jacob Annette Salmeen Ashley Whitney                            | Tyskland Franziska van Almsick Kerstin Kielgass Anke Scholz Dagmar Hase Meike Freitag Simone Osygus                               | Australien Julia Greville Nicole Stevenson Emma Johnson Susie O'Neill Lise Mackie                                           |
| Sydney 2000 Detaljer...         | USA Diana Munz Jenny Thompson Samantha Arsenault Lindsay Benko Julia Stowers Kim Black                                                  | Australien Giaan Rooney Petria Thomas Kirsten Thomson Susie O'Neill Jacinta van Lint Elka Graham                                  | Tyskland Franziska van Almsick Antje Buschschulte Sara Harstick Kerstin Kielgass Meike Freitag Britta Steffen               |
| Aten 2004 Detaljer...           | USA Natalie Coughlin Carly Piper Dana Vollmer Kaitlin Sandeno Lindsay Benko Rhi Jeffrey Rachel Komisarz                                 | Kina Zhu Yingwen Xu Yanwei Yang Yu Pang Jiaying Li Ji                                                                             | Tyskland Franziska van Almsick Petra Dallmann Antje Buschschulte Hannah Stockbauer Janina Götz Sara Harstick                |
| Peking 2008 Detaljer...         | Australien Stephanie Rice Bronte Barratt Kylie Palmer Linda Mackenzie Felicity Galvez Angie Bainbridge Melanie Schlanger Lara Davenport | Kina Yang Yu Zhu Qianwei Tan Miao Pang Jiaying Tang Jingzhi                                                                       | USA Allison Schmitt Natalie Coughlin Caroline Burckle Katie Hoff Christine Marshall Kim Vandenberg Julia Smit               |
| London 2012 Detaljer...         | USA Missy Franklin Dana Vollmer Shannon Vreeland Allison Schmitt Lauren Perdue Alyssa Anderson                                          | Australien Bronte Barratt Melanie Schlanger Kylie Palmer Alicia Coutts Brittany Elmslie Angie Bainbridge Jade Neilsen Blair Evans | Frankrike Camille Muffat Charlotte Bonnet Ophélie-Cyrielle Étienne Coralie Balmy Margaux Farrell Mylène Lazare              |
| Rio de Janeiro 2016 Detaljer... | USA Allison Schmitt Leah Smith Maya DiRado Katie Ledecky Missy Franklin Melanie Margalis Cierra Runge                                   | Australien Leah Neale Emma McKeon Bronte Barratt Tamsin Cook Jessica Ashwood                                                      | Kanada Katerine Savard Taylor Ruck Brittany MacLean Penny Oleksiak Emily Overholt Kennedy Goss                              |
| Tokyo 2020 Detaljer...          | Kina Yang Junxuan Tang Muhan Zhang Yufei Li Bingjie Dong Jie Zhang Yifan                                                                | USA Allison Schmitt Paige Madden Katie McLaughlin Katie Ledecky Brooke Forde Bella Sims                                           | Australien Ariarne Titmus Emma McKeon Madison Wilson Leah Neale Tamsin Cook Meg Harris Mollie O'Callaghan Brianna Throssell |

Not: även de tävlande som enbart simmat i de kvalificerande omgångarna tilldelas medaljer.

### 4 × 100 meter medley

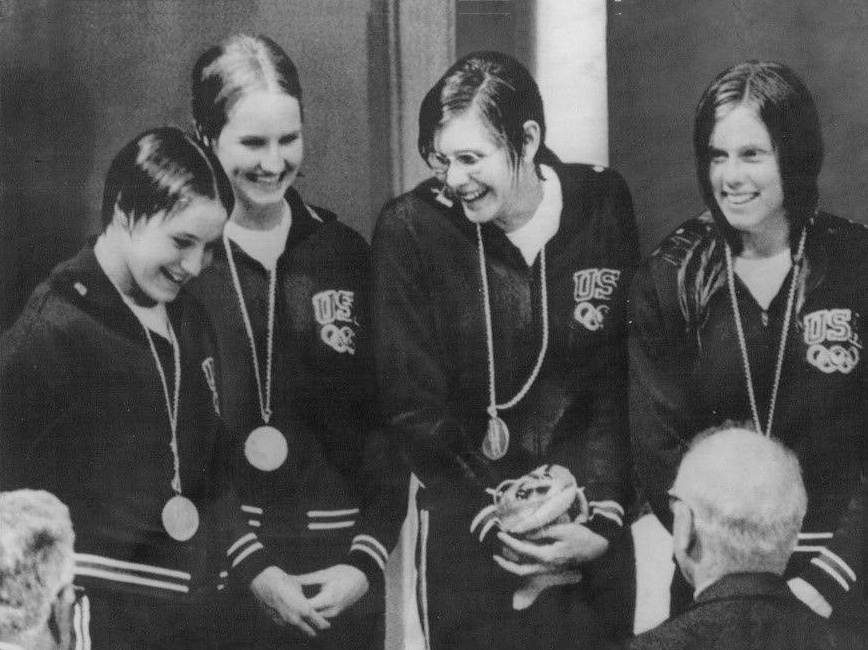
Det amerikanska lag som tog guld på 4 x 200 meter medley vid spelen i München 1972.

| Spel                            | Guld | Silver | Brons                                                                                           |
| Rom 1960 Detaljer...            | USA Lynn Burke Patty Kempner Carolyn Schuler Chris von Saltza                                                                | Australien Marilyn Wilson Rosemary Lassig Jan Andrew Dawn Fraser                                                                | Tysklands förenade lag Ingrid Schmidt Ursula Küper Bärbel Fuhrmann Ursel Brunner                |
| Tokyo 1964 Detaljer...          | USA Cathy Ferguson Cynthia Goyette Sharon Stouder Kathy Ellis                                                                | Nederländerna Corrie Winkel Klenie Bimolt Ada Kok Erica Terpstra                                                                | Sovjetunionen Tatjana Saveljeva Svetlana Babanina Tetiana Devjatova Natalja Ustinova            |
| Mexico City 1968 Detaljer...    | USA Kaye Hall Catie Ball Ellie Daniel Susan Pedersen                                                                         | Australien Lynne Watson Judy Playfair Lyn McClements Janet Steinbeck                                                            | Västtyskland Angelika Kraus Uta Frommater Heike Hustede Heidemarie Reineck                      |
| München 1972 Detaljer...        | USA Melissa Belote Catherine Carr Deena Deardurff Sandy Neilson                                                              | Östtyskland Christine Herbst Renate Vogel Roswitha Beier Kornelia Ender                                                         | Västtyskland Gudrun Beckmann Vreni Eberle Silke Pielen Heidemarie Reineck                       |
| Montréal 1976 Detaljer...       | Östtyskland Ulrike Richter Hannelore Anke Kornelia Ender Andrea Pollack                                                      | USA Camille Wright Shirley Babashoff Linda Jezek Lauri Siering                                                                  | Kanada Susan Sloan Robin Corsiglia Wendy Hogg Anne Jardin                                       |
| Moskva 1980 Detaljer...         | Östtyskland Rica Reinisch Ute Geweniger Andrea Pollack Caren Metschuck                                                       | Storbritannien Helen Jameson Margaret Kelly Ann Osgerby June Croft                                                              | Sovjetunionen Olena Kruglova Elvira Vasilkova Alla Grisjtjenkova Natalja Strunnikova            |
| Los Angeles 1984 Detaljer...    | USA Theresa Andrews Tracy Caulkins Mary T. Meagher Nancy Hogshead                                                            | Västtyskland Svenja Schlicht Ute Hasse Ina Beyermann Karin Seick                                                                | Kanada Reema Abdo Anne Ottenbrite Michelle MacPherson Pamela Rai                                |
| Seoul 1988 Detaljer...          | Östtyskland Kristin Otto Silke Hörner Birte Weigang Katrin Meissner                                                          | USA Beth Barr Tracey McFarlane Janel Jorgensen Mary Wayte                                                                       | Kanada Lori Melien Allison Higson Jane Kerr Andrea Nugent                                       |
| Barcelona 1992 Detaljer...      | USA Crissy Ahmann-Leighton Lea Loveless Anita Nall Jenny Thompson Janie Wagstaff Megan Kleine Summer Sanders Nicole Haislett | Tyskland Franziska van Almsick Jana Dörries Dagmar Hase Daniela Hunger Daniela Brendel Bettina Ustrowski Simone Osygus          | OSS Nina Zjivanevskaja Olha Kyrytjenko Natalja Mesjtjerjakova Jelena Rudkovskaja Jelena Sjubina |
| Atlanta 1996 Detaljer...        | USA Beth Botsford Amanda Beard Angel Martino Amy Van Dyken Catherine Fox Whitney Hedgepeth Kristine Quance Jenny Thompson    | Australien Nicole Stevenson Samantha Riley Susie O'Neill Sarah Ryan Helen Denman Angela Kennedy                                 | Kina Chen Yan Han Xue Cai Huijue Shan Ying                                                      |
| Sydney 2000 Detaljer...         | USA Dara Torres Barbara Bedford Megan Quann Jenny Thompson Courtney Shealy Ashley Tappin Amy Van Dyken Staciana Stitts       | Australien Petria Thomas Leisel Jones Susie O'Neill Dyana Calub Giaan Rooney Tarnee White Sarah Ryan                            | Japan Masami Tanaka Sumika Minamoto Mai Nakamura Junko Onishi                                   |
| Aten 2004 Detaljer...           | Australien Giaan Rooney Leisel Jones Petria Thomas Jodie Henry Brooke Hanson Jessicah Schipper Alice Mills                   | USA Natalie Coughlin Amanda Beard Jenny Thompson Kara Lynn Joyce Haley Cope Tara Kirk Rachel Komisarz Amanda Weir               | Tyskland Antje Buschschulte Sarah Poewe Franziska van Almsick Daniela Götz                      |
| Peking 2008 Detaljer...         | Australien Emily Seebohm Leisel Jones Jessicah Schipper Lisbeth Trickett Tarnee White Felicity Galvez Shayne Reese           | USA Natalie Coughlin Rebecca Soni Christine Magnuson Dara Torres Margaret Hoelzer Megan Jendrick Elaine Breeden Kara Lynn Joyce | Kina Zhao Jing Sun Ye Zhou Yafei Pang Jiaying Xu Tianlongzi                                     |
| London 2012 Detaljer...         | USA Missy Franklin Rebecca Soni Dana Vollmer Allison Schmitt Rachel Bootsma Breeja Larson Claire Donahue Jessica Hardy       | Australien Emily Seebohm Leisel Jones Alicia Coutts Melanie Schlanger Brittany Elmslie                                          | Japan Aya Terakawa Satomi Suzuki Yuka Kato Haruka Ueda                                          |
| Rio de Janeiro 2016 Detaljer... | USA Kathleen Baker Lilly King Dana Vollmer Simone Manuel Olivia Smoliga Katie Meili Kelsi Worrell Abbey Weitzeil             | Australien Emily Seebohm Taylor McKeown Emma McKeon Cate Campbell Madison Wilson Madeline Groves Brittany Elmslie               | Danmark Mie Nielsen Rikke Møller Pedersen Jeanette Ottesen Pernille Blume                       |
| Tokyo 2020 Detaljer...          | Australien Kaylee McKeown Chelsea Hodges Emma McKeon Cate Campbell Emily Seebohm Brianna Throssell Mollie O'Callaghan        | USA Regan Smith Lydia Jacoby Torri Huske Abbey Weitzeil Rhyan White Lilly King Claire Curzan Erika Brown                        | Kanada Kylie Masse Sydney Pickrem Margaret MacNeil Penny Oleksiak Taylor Ruck Kayla Sanchez     |

Not: sedan 1992 tilldelas även de tävlande som enbart simmat i de kvalificerande omgångarna medaljer.

### 10 km maraton

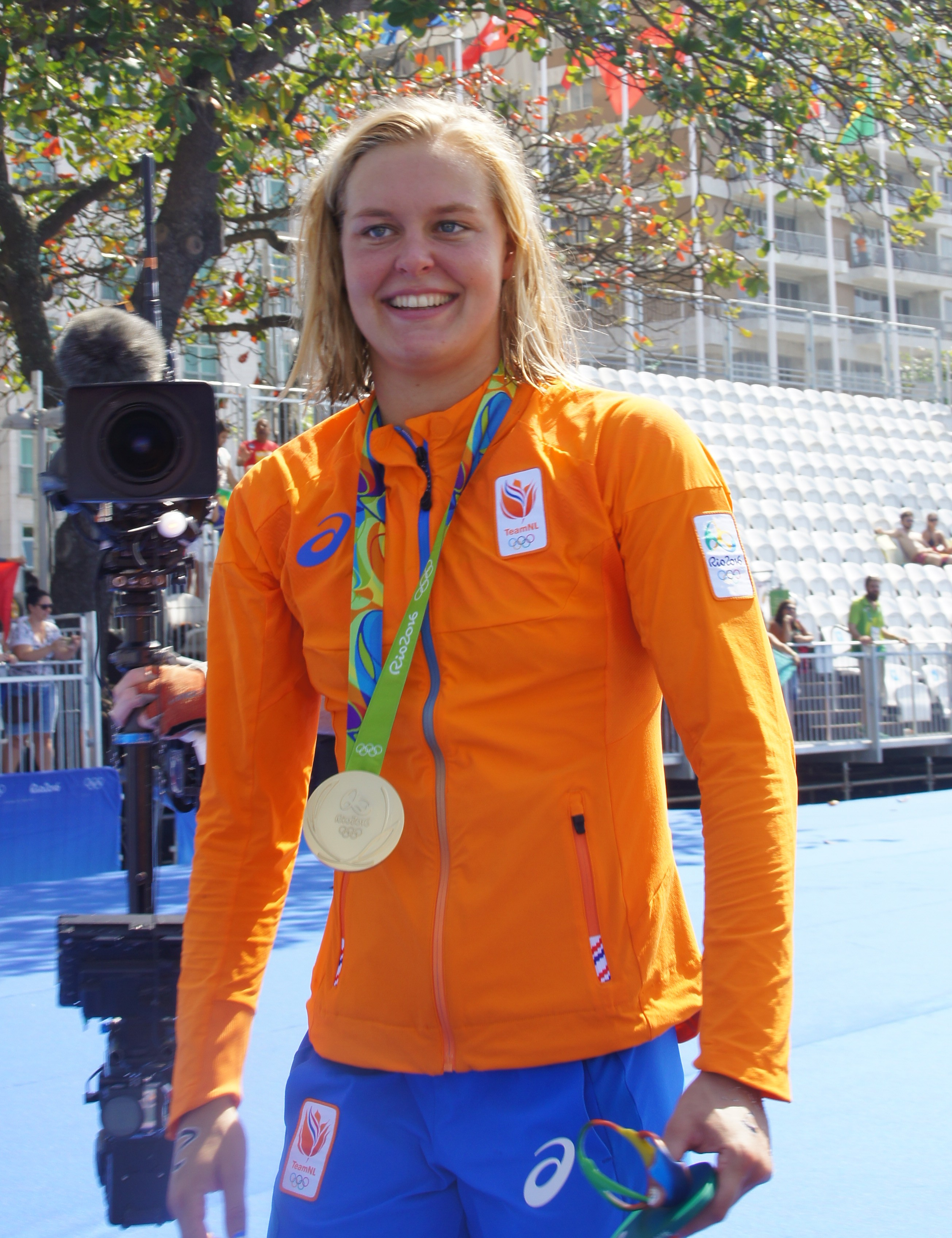
Sharon van Rouwendaal vann guldmedaljen på 10 kilometer öppet vatten i Rio de Janeiro 2016.

| Spel                            | Guld                                | Silver                              | Brons                           |
| Peking 2008 Detaljer...         | Larisa Iltjenko Ryssland            | Keri-Anne Payne Storbritannien      | Cassandra Patten Storbritannien |
| London 2012 Detaljer...         | Éva Risztov Ungern                  | Haley Anderson USA                  | Martina Grimaldi Italien        |
| Rio de Janeiro 2016 Detaljer... | Sharon van Rouwendaal Nederländerna | Rachele Bruni Italien               | Poliana Okimoto Brasilien       |
| Tokyo 2020 Detaljer...          | Ana Marcela Cunha Brasilien         | Sharon van Rouwendaal Nederländerna | Kareena Lee Australien          |

## Borttagna grenar

### 300 meter frisim
| Spel                       | Guld                  | Silver                  | Brons               |
| Antwerpen 1920 Detaljer... | Ethelda Bleibtrey USA | Margaret Woodbridge USA | Frances Schroth USA |